# Vojnovskyaceae
Vojnovskyaceae — викопна родина хвойних рослин вимерлого ряду Vojnovskyales, що існувала у пермському періоді. Викопні рештки рослин знайдено в Канаді, Росії та Монголії.

## Опис
Дерева з пагонами двох типів — довгими і укороченими. Останні, ймовірно, опадають. Листя стрічкоподібне, ланцетне, язикоподібне, з паралельними жилками. Репродуктивні органи нрозташовані а спеціалізованих пагонах, покритих широким лускоподібним листям — катафіллами. Чоловічі шишки пухкі, з розгалуженими спорангіофорами, або компактні спорангіофори з черепитчастими листоподібними верхівками, що несуть пучки спорангіїв. Жіночі шишки головчасті або парасолькоподібні, з великою кількістю черепитчастих стерильних і плодових лусок, що несуть по одній прямій насінині. Пилок мішкоподібний, з рубцем, без проросткової борозни на протилежній рубцю стороні. Насіння двосторонньо або односторонньо окрилене.

## Роди
- Bardocarpus
- Gaussia
- Krylovia
- Kuznetskia
- Rufloria
- Scirostrobus
- Sylvella
- Vojnovskya